# Theodor Morell
Theodor Gilbert Morell, även känd som Theo Morell, född den 22 juli 1886 i Trais-Münzenberg, Storhertigdömet Hessen, Kejsardömet Tyskland, död den 26 maj 1948 i Tegernsee, Bayern, var en tysk urolog och läkemedelsentreprenör som framför allt blivit känd som Adolf Hitlers livläkare från 1936 till dagarna före Hitlers död 1945. Han var redan i samtiden ifrågasatt för den omfattande medicinering av Hitler med barbiturater och amfetamin, vilken tros ha varit en bidragande orsak till Hitlers dåliga hälsotillstånd under de sista levnadsåren.

## Biografi
Morell avlade gymnasieexamen 1907 i Giessen och studerade därefter medicin vid universiteten i Giessen, Heidelberg och München, samt som utbytesstudent i Grenoble och Paris. 1907 blev han medlem av Burschenschaft-föreningen Germania Giessen. I München avlade han 1913 medicine doktorsexamen under Albert Döderleins handledarskap. Han gifte sig 1920 med skådespelerskan Johanna "Hanni" Moller (1898–1983). Äktenskapet blev barnlöst.
Morell verkade under början av sin karriär som fartygsläkare på världshaven och anmälde sig frivillig till tjänst i första världskriget. Efter krigsslutet 1918 öppnade han en mottagning för urologi och elektroterapi i Berlin. 

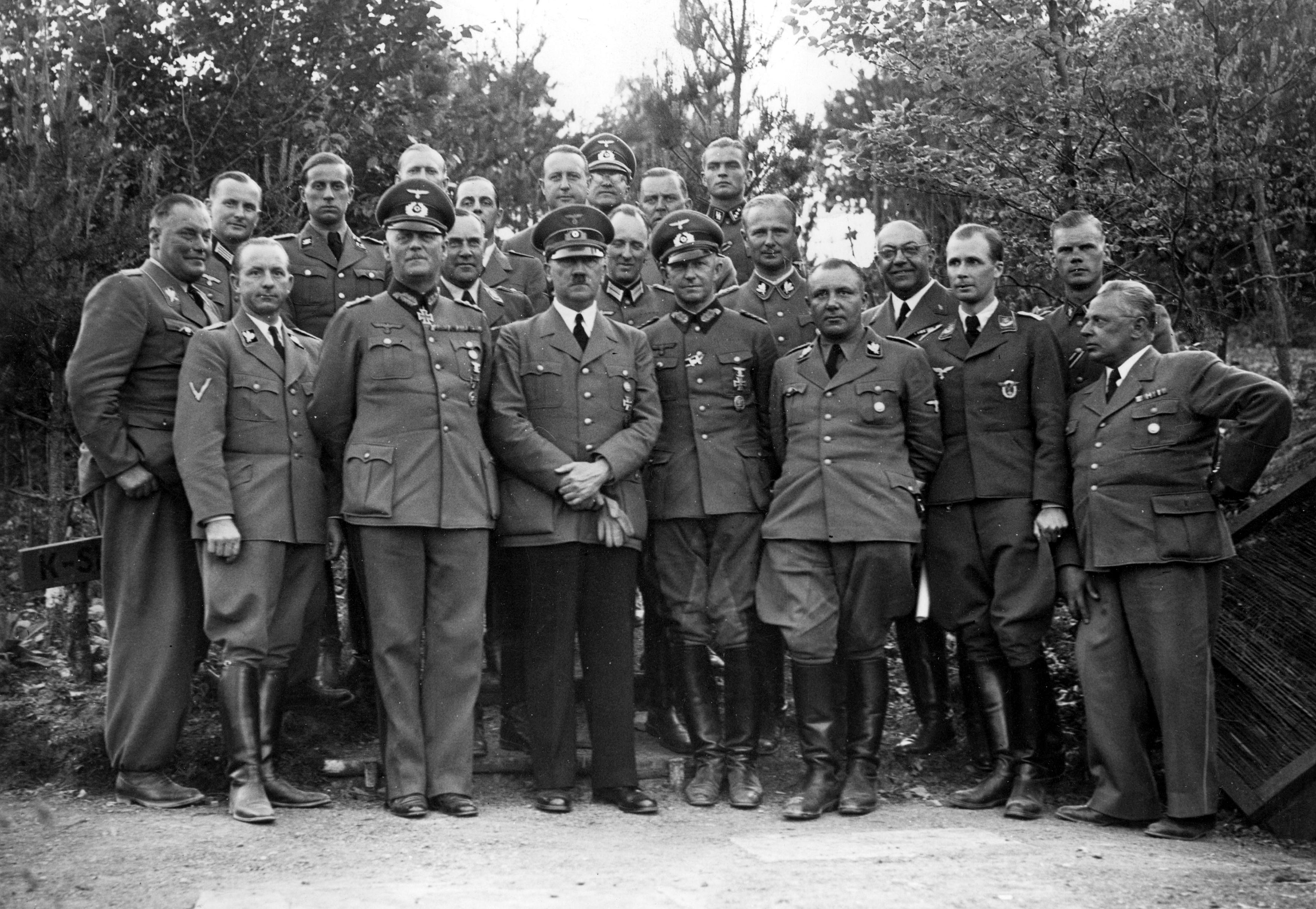
Adolf Hitler med sin stab. Morell är fjärde person från höger.

Han blev 1933 medlem av NSDAP, och tog under 1930-talet emot många kända konstnärer och politiker i sin mottagning på Kurfürstendamm, bland dem Hitlers fotograf Heinrich Hoffmann. Hoffmann ordnade ett patientbesök hos Hitler på Berghof 1936. Morell behandlade Hitlers mag- och tarmproblem framgångsrikt och Hitler utnämnde honom därefter till livläkare. Hitler omnämns konsekvent endast som "Patient A" i Morells journaler.
Hitler utnämnde Morell 1938 till professor. Under andra världskriget köpte Morell läkemedelsfabriker i Hamburg och Olomouc där han lät tillverka hormonpreparat, vitaminkoncentrat och ett luspulver, "Russla". Luspulvret var utvecklat av Morell själv för Wehrmacht, men det var illa omtyckt bland soldaterna på grund av den starka lukten och det faktum att det var känsligt för fukten i fält, så att det sedermera kom att ersättas med en konkurrerande produkt. Genom den tidvis stora efterfrågan under krigets första år blev Morell dock förmögen på försvarsleveranserna. Han köpte en lyxvilla som tidigare tillhört den judiske bankiren Georg Solmssen på Schwanenwerder i Berlin och hade även ett sommarhus i Heringsdorf samt en planerad bostad i Berchtesgaden.
Morell behandlade Hitler med ett stort antal injektioner, vilket sågs med stor skepsis av andra läkare i Hitlers omgivning. Han sågs som ansvarig för Hitlers dåliga hälsa under hans sista levnadsår. Den tyske journalisten Ottmar Katz skriver i sin biografi om Morell, publicerad 1982, att Hitlers faktiska hälsotillstånd inte återges korrekt i andra källor. Den amerikanske psykiatrikern och historikern Nassir Ghaemi, expert på att undersöka samband mellan ledarskap och affektiva störningar, ser det som troligt att Hitler hade symptom på en bipolär sjukdom, vilken förvärrades genom Morells injektioner av barbiturater och amfetamin, alternativt var följden av ett amfetaminberoende.
Morell förblev under kriget vid Hitlers sida fram till 21 april 1945, då han överraskande ersattes med SS-läkaren Werner Haase. Morell flögs ut ur Berlin och uppehöll sig på Bad Reichenhalls sjukhus i det amerikanskockuperade Bayern under en tid, innan han 17 juli arresterades på München Hauptbahnhof. Därefter fängslades han i interneringslägret i Dachau. Morell utreddes för krigsbrott och brott mot mänskligheten, men inga bevis framkom under utredningen. Morell lades in på sjukhus i Tegernsee i juni 1947 för afasi och avled på sjukhuset följande år.